# کاستلفرانکو دی سوپرا
کاستلفرانکو دی سوپرا (به ایتالیایی: Castelfranco di Sopra) یک کومونه در ایتالیا است که در استان آرتزو واقع شده‌است.

## خصوصیات
کاستلفرانکو دی سوپرا ۳۷٫۶ کیلومترمربع مساحت و ۳٬۰۹۹ نفر جمعیت دارد و ۲۸۱ متر بالاتر از سطح دریا واقع شده‌است.

## خواهرخوانده
شهر Saint-Saturnin-lès-Apt خواهرخواندهٔ کاستلفرانکو دی سوپرا هست.